# Land der Berge, Land am Strome
Land der Berge, Land am Strome (« Pays des montagnes, pays sur le fleuve ») est l'hymne national de l'Autriche depuis le 22 octobre 1946. Les paroles sont de Paula von Preradović. La musique a été adaptée par le compositeur Max Schönherr, à partir de la Freimaurerkantate : Laut verkünde unsre Freude (K. 623) de Wolfgang Amadeus Mozart, sa dernière œuvre complète, écrite deux semaines avant sa mort.
Il y eut cependant quelques modifications concernant certains extraits de l'hymne lorsqu'en novembre 2011, l'Assemblée approuva l'apport de quelques changements concernant la première et troisième strophes

## Paroles

### Texte original
| Texte original en allemand | Transcription API |
| --- | --- |
| Land der Berge, Land am Strome, Land der Äcker, Land der Dome, Land der Hämmer, zukunftsreich! Heimat großer Töchter und Söhne, Volk, begnadet für das Schöne, 𝄆 Vielgerühmtes Österreich! 𝄇 Heiß umfehdet, wild umstritten, Liegst dem Erdteil du inmitten Einem starken Herzen gleich. Hast seit frühen Ahnentagen Hoher Sendung Last getragen, 𝄆 Vielgeprüftes Österreich! 𝄇 Mutig in die neuen Zeiten, Frei und gläubig sieh uns schreiten, Arbeitsfroh und hoffnungsreich. Einig lass in Jubelchören, Vaterland, dir Treue schwören. 𝄆 Vielgeliebtes Österreich! 𝄇 | [lant dɐ ˈbɛɐ̯.gə lant am ˈʃtrɔ.mə] [lant dɐ ˈɛ.kɐ lant dɐ ˈdɔ.mə] [lant dɐ ˈhɛ.mɐ ˈt͡sʰʊ.kʊnft͡s.raɪ̯ç] [ˈhaɪ̯.mat ˈgrɔ.sɐ ˈtʰœx.tɐ ʊnt zøː.nə] [fɔlk ˈbɛg.na.dət fyːr das ˈʃøː.nə] 𝄆 [ˈfiːl.gɐ.yːm.təs ˈøːs.tɐ.raɪ̯ç] 𝄇 [haɪ̯s ˈuɱ.feː.dɛt vɪlt ˈum.striː.tn̩] [ˈliːkst deːm ˈeːɐ̯.taɪ̯l dʊ ˈiːn.mɪ.tn̩] [ˈaɪ̯.nəm ˈʃtar.kn̩ ˈhɛɐ̯.t͡sn̩ ˈglaɪ̯ç] [hast zaɪ̯t ˈfryː.ən ˈaː.nən.ta.gən] [ˈhoː.ɛɐ̯ ˈzɛn.dʊŋ last ˈgɛ.tra.gən] 𝄆 [ˈfiːl.gə.pryːf.təs ˈøː.stɐ.raɪ̯ç] 𝄇 [ˈmʊ.tɪç iːn diː ˈnoʏ̯.ən ˈt͡sʰaɪ̯.tn̩] [fraɪ̯ ʊnt ˈgloʏ̯.bɪç ziː ʊns ˈʃraɪ̯.tn̩] [ˈar.baɪ̯t͡s.froː ʊnt ˈhɔf.nuːŋs.raɪ̯ç] [ˈaɪ̯.nɪç las iːn ˈjʊ.bəl.køː.rən] [ˈfaː.tɐ.lant diːr ˈtroʏ̯.ə ˈʃvøː.rən] 𝄆 [ˈfiːl.gə.liːp.təs ˈøː.stɐ.raɪ̯ç] 𝄇 |

### Traduction
Pays des montagnes, pays sur le fleuve,
Pays des champs, pays des cathédrales,
Pays des marteaux, à l'avenir brillant,
Patrie de grands fils et filles,
Peuple béni pour la beauté,
𝄆 Très glorieuse Autriche ! 𝄇
Chaudement disputée, furieusement contestée,
Au centre du continent tu t'étends,
Tel un cœur robuste.
Depuis les premiers jours ancestraux, tu as
Assumé la charge d'une haute mission,
𝄆 Très éprouvée Autriche. 𝄇
Courageux en ces temps nouveaux,
Vois-nous avancer libres et croyants,
Travailleurs et plein d'espoir.
Unis en chœurs jovials, puissions-nous,
Mère patrie, te jurer fidélité.
𝄆 Adorée Autriche. 𝄇

### Version slovène
La dernière strophe a été traduite en slovène pour les slovènes de Carinthie.
Hrabro w nowi tschaß stopimo,
prosto, werno, glei, hodimo;
upa polni, delauni.
Bratzki sbor prißega hkrati,
domowini swestobo dati.
Liubliena nam Austria!

## Parodie
Le soir même après que von Preradović a appris que ses paroles avaient été choisies pour l'hymne national, ses fils Otto et Fritz Molden ont composé une version satirique de ses paroles.
Selon le chercheur en médias Peter Diem, les deux premières de ces lignes étaient chantées dans les écoles de Vienne en 1955.